# Sankeshwar
Sankeshwar là một thị xã của huyện Belgaum thuộc bang Karnataka, Ấn Độ.

## Địa lý
Sankeshwar có vị trí 16°16′B 74°29′Đ / 16,27°B 74,48°Đ Nó có độ cao trung bình là 638 mét (2093 feet).

## Nhân khẩu
Theo điều tra dân số năm 2001 của Ấn Độ, Sankeshwar có dân số 32.511 người. Phái nam chiếm 51% tổng số dân và phái nữ chiếm 49%. Sankeshwar có tỷ lệ 67% biết đọc biết viết, cao hơn tỷ lệ trung bình toàn quốc là 59,5%: tỷ lệ cho phái nam là 75%, và tỷ lệ cho phái nữ là 59%. Tại Sankeshwar, 13% dân số nhỏ hơn 6 tuổi.